# Ponte Octávio Frias de Oliveira
Ponte Octávio Frias de Oliveira – most wantowy w São Paulo, w Brazylii, na rzece Pinheiros o długości 1600 m i wysokości 138 m. Zbudowany w latach 2005-2008. Oficjalne otwarcie miało miejsce 10 maja 2008 roku.
Most wykonano w technologii betonu sprężonego. Złożony jest z dwóch zakrzywionych pomostów, każdy o rozpiętości 290 m. Podwieszone są za pomocą want do pylonu. Ma przepustowość czterech tysięcy pojazdów na godzinę na pas ruchu.
Przedsiębiorstwo Royal Philips Electronics zainstalowało na moście system oświetlenia. Składa się on z diod elektroluminescencyjnych. Kolory dynamicznie się przenikają, co pozwala na zachowanie ich różnorodności. Najczęściej oddają one charakter świąt lub pór roku.

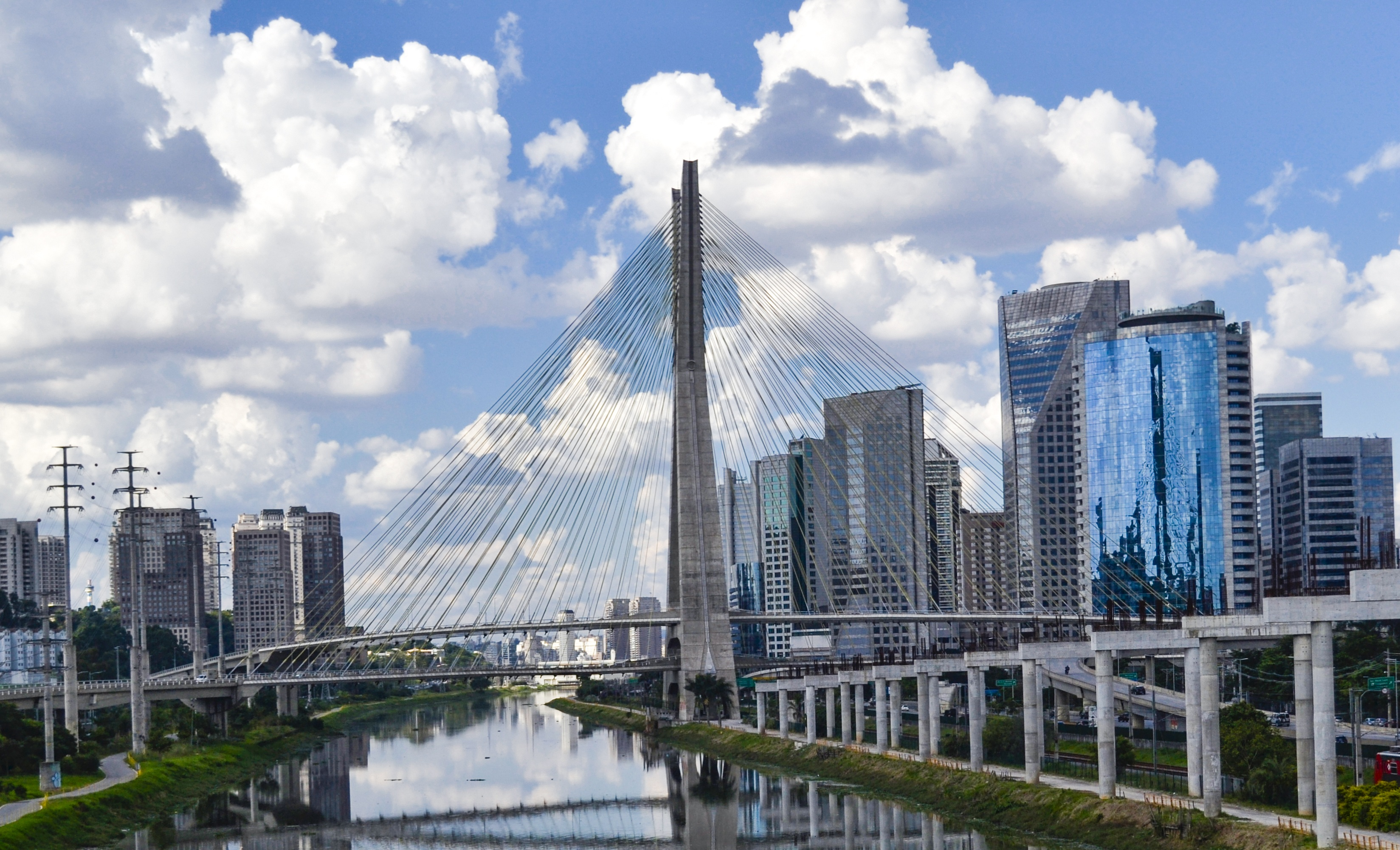
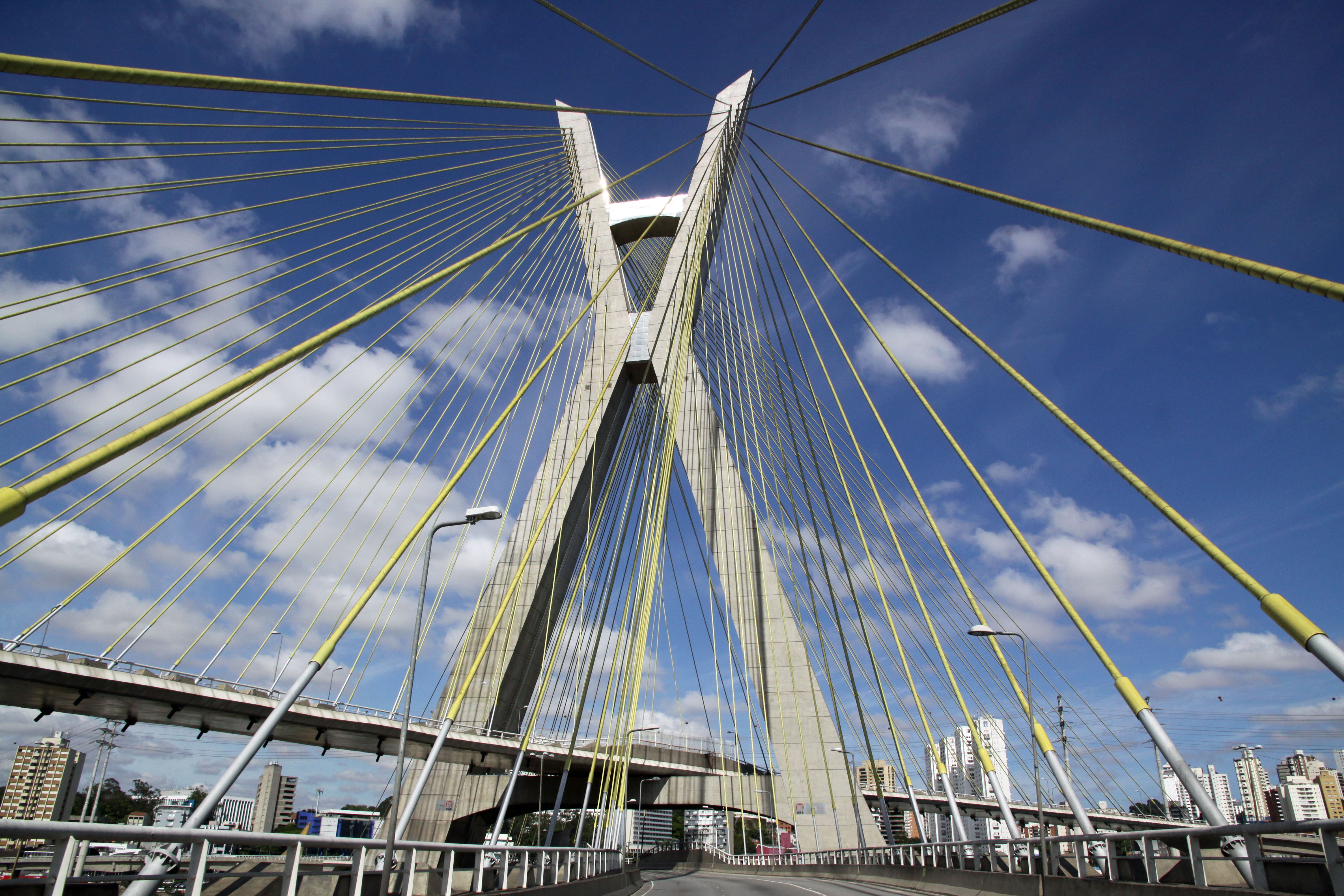
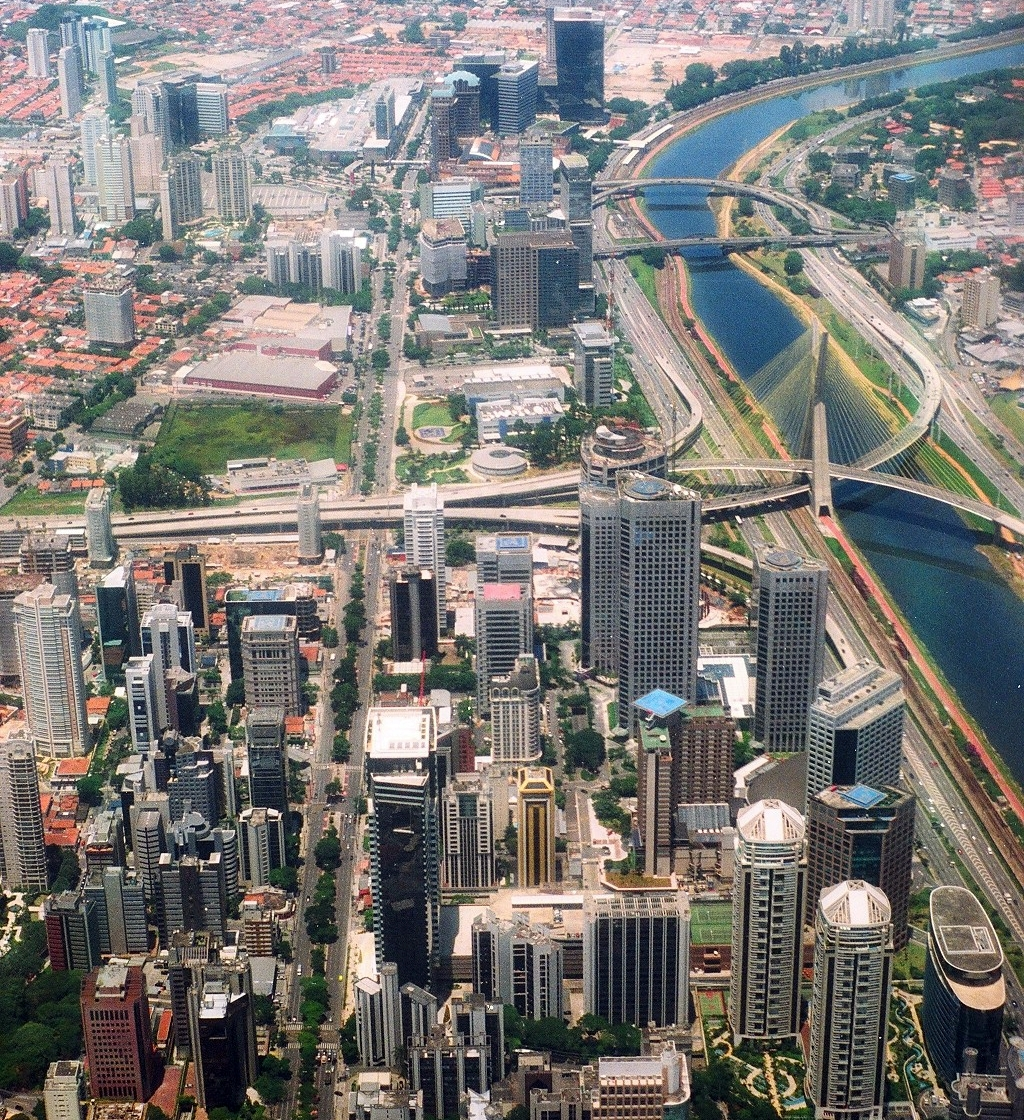